# Философия любви
Филосо́фия любви — раздел философии, изучающий природу любви. 

## Античная философия
Первые философские концепции любви носили космологический характер. Нагляднее всего это проявилось в философии Эмпедокла, который в своей натурфилософской поэме «О природе» выдвинул, по мнению проф. В. П. Шестакова, первую философскую теорию любви. Гораздо более сложную трактовку любовь получила у Платона, чья философия любви послужила центром и отправной точкой любых попыток теоретического истолкования любви во всей последующей истории европейской культуры . Главное сочинение Платона, специально посвящённое вопросу о сущности любви, — это диалог «Пир».

## Средневековая философия
В средневековой философии концепция античного эроса уступила место новому пониманию любви, которое было обозначено понятием «каритас» или «агапе».

## Философия Возрождения
В развитии теории любви в эпоху Возрождения, согласно проф. В.П. Шестакову, можно выделить три периода, которые отличаются друг от друга по предмету, характеру и даже стилю рассуждений о любви:
1. поэтический;
2. философский;
3. эротико-дидактический.

В третьем периоде образ мыслителя, стремящегося разгадать тайны мироздания, сменяется образом придворного, рассуждающего о любви по требованию придворной этики.

## Философия любви в России
В России одним из первых, кто привлёк внимание к традиционно замалчиваемым вопросам пола, был Василий Розанов.
Он первый с невиданной смелостью нарушил условное, лживое молчание... Розанов с гениальной откровенностью и искренностью заявил во всеуслышание, что половой вопрос  –  самый важный в жизни, основной жизненный вопрос, не менее важный, чем так называемый вопрос социальный, правовой, образовательный и другие общепризнанные, получившие санкцию вопросы.Н. Бердяев, «Метафизика пола и любви»
Развитие теории любви в России шло по двум главным направлениям. Одно из них было начато В. С. Соловьёвым (см. «Смысл любви») и было связано с переосмыслением идей платоновского Эроса. Другое направление было связано с богословием и возрождало средневековое представление о любви, выраженное в понятии каритас. Представителями первого направления были Н. Бердяев, Л. Карсавин, 3. Гиппиус, Б. Вышеславцев и другие. Второе направление было представлено именами П. Флоренского, С. Н. Булгакова, Н. Лосского, И. Ильина.
По поводу концепции любви у Соловьёва князь Трубецкой писал:
У Бёме и Баадера мы находим в общем то же учение о распадении единой целостной человеческой личности вследствие греха на две половины (пола) и о задаче любви — восстановления единой, целостной человеческой личности (андрогина). С этой точки зрения Баадер, например, совершенно так же, как Соловьев, объясняет «фантасмагорию половой любви», ту правду любовной экзальтации, в силу которой предмет любви кажется любящему прекраснее и лучше, чем он есть на самом деле. По Баадеру, тут в земном человеческом образе просвечивает «София или небесное человечество»; в подъеме любовного чувства человек слышит призыв осуществить ее в самом себе и в предмете своей любви.Е. Н. Трубецкой, «Миросозерцание В. С. Соловьёва», Том 1, с. 581—582.